# Julius Honka
Julius Honka (ur. 3 grudnia 1995 w Jyväskylä) – fiński hokeista, reprezentant Finlandii.
Jego bracia Valtteri (ur. 1991), Aleksi (ur. 1993), Anttoni (ur. 2000) także zostali hokeistami.

## Kariera
- JYP U16 (2010-2011)
- JYP U17 (2011-2012)
- JYP U18 (2011-2012)
- JYP U20 (2012-2013)
- Swift Current Broncos (2013-2014)
- Texas Stars (2014-2018)
- Dallas Stars (2016-2019)
- JYP (2019-2020)
- Pelicans (2020-2021)
- Texas Stars (2021)
- Luleå HF (2021-)

Wychowanek klubu Diskos Jyväskylä w rodzinnym mieście. Rozwijał karierę w drużynach juniorskich innego klubu z tego miasta, Jyväskylän Pallo do 2013. W drafcie do kanadyjskich rozgrywek juniorskich CHL z 2013 został wybrany przez klub Swift Current Broncos. W sierpniu 2013 podpisał kontrakt z tym klubem i w jego barwach grał w sezonie 2013/2014 w lidze WHL w ramach CHL. W NHL Entry Draft 2014 został wybrany z numerem 14 przez amerykański klub Dallas Stars. W połowie tego roku podpisał z tym klubem kontrakt wstępujący. W tym samym roku rozpoczął grę w jego zespole farmerskim, Texas Stars w AHL. Potem podjął występy w Dallas Stars w NHL od jesieni 2016. W tym okresie w KHL Junior Draft 2016 został wybrany przez białoruski klub Dynama Mińsk. W październiku 2019 został zawodnikiem JYP. Rok później ponownie związał się umową z Dallas Stars (w wymiarze jednego roku), a wkrótce potem początku listopada 2020 został wypożyczony do fińskiego Pelicans Lahti. W lutym 2021 został wypożyczony do Texas Stars. W maju 2021 został zaangażowany przez szwedzki klub Luleå HF. Pod koniec grudnia 2021 jego prawa zawodnicze od Dynama Mińsk nabył Ak Bars Kazań.
Uczestniczył w turniejach mistrzostw świata juniorów do lat 18 edycji 2013, mistrzostw świata juniorów do lat 20 edycji 2014, 2015. W kadrze seniorskiej brał udział w turniejach mistrzostw świata edycji 2017, 2018.

## Sukcesy
Reprezentacyjne
- Brązowy medal mistrzostw świata juniorów do lat 18: 2013
- Złoty medal mistrzostw świata juniorów do lat 20: 2014

Indywidualne
- WHL (East) 2013/2014: drugi skład gwiazd
- Mistrzostwa Świata Juniorów w Hokeju na Lodzie 2015/Elita:
  - Jeden z trzech najlepszych zawodników reprezentacji w turnieju
- AHL 2016/2017: drugi skład gwiazd
- Mistrzostwa Świata w Hokeju na Lodzie 2017 (elita):
  - Jeden z trzech najlepszych zawodników reprezentacji w turnieju